# 趙鶴齡 (成化進士)
趙鶴齡（1443年—？年），字永年，陝西郃陽縣人，四川瀘州衛軍籍，明朝政治人物。

## 生平
成化元年（1465年）乙酉科四川鄉試舉人。成化十一年（1475年）乙未科進士出身。弘治間，歷官山东按察司副使，陞按察使。

## 家族
曾祖趙孟禧，祖趙貴，父趙剛，母寧氏。